# 思齐蟾属
思齐蟾属（学名：Schismaderma）是蟾蜍科的一属。

## 下属物种
本属包括以下物种：
- Schismaderma branchi Baptista, Pinto, Keates, Edwards, Rödel & Conradie, 2021[2]
- Schismaderma carens (Smith, 1848)